# Giải Jean Gabin
Giải Jean Gabin là một giải thưởng của điện ảnh Pháp dành cho các nam diễn viên đầy triển vọng trong khu vực nói tiếng Pháp. Giải này được thiết lập năm 1981 - tương đương với giải Romy Schneider dành cho nữ diễn viên đầy triển vọng - và đặt theo tên ngôi sao điện ảnh Pháp Jean Gabin.
Do sự bất hòa giữa tổ chức phụ trách giải này với con gái của Jean Gabin, giải này đã chấm dứt sau kỳ giải năm 2006 và được thay bằng Giải Patrick Dewaere.
Dưới đây là danh sách các người đoạt giải:
- 1981: Thierry Lhermitte
- 1982: Gérard Lanvin
- 1983: Gérard Darmon
- 1984: François Cluzet
- 1985: Christophe Malavoy
- 1986: Tchéky Karyo
- 1987: Jean-Hugues Anglade
- 1988: Thierry Frémont
- 1989: Vincent Lindon
- 1990: Lambert Wilson
- 1991: Fabrice Luchini
- 1992: Vincent Pérez
- 1993: Olivier Martinez
- 1994: Manuel Blanc
- 1995: Mathieu Kassovitz
- 1996: Guillaume Depardieu
- 1997: Yvan Attal
- 1998: Vincent Elbaz
- 1999: Samuel Le Bihan
- 2000: Guillaume Canet
- 2001: José Garcia
- 2002: Benoît Poelvoorde
- 2003: Johnny Hallyday
- 2004: Loránt Deutsch
- 2005: Clovis Cornillac
- 2006: Jérémie Renier